# Taïfa de Carmona
 (septembre 2019).
1013–1067
Entités précédentes :
- Califat de Cordoue

Entités suivantes :
- Taïfa de Séville

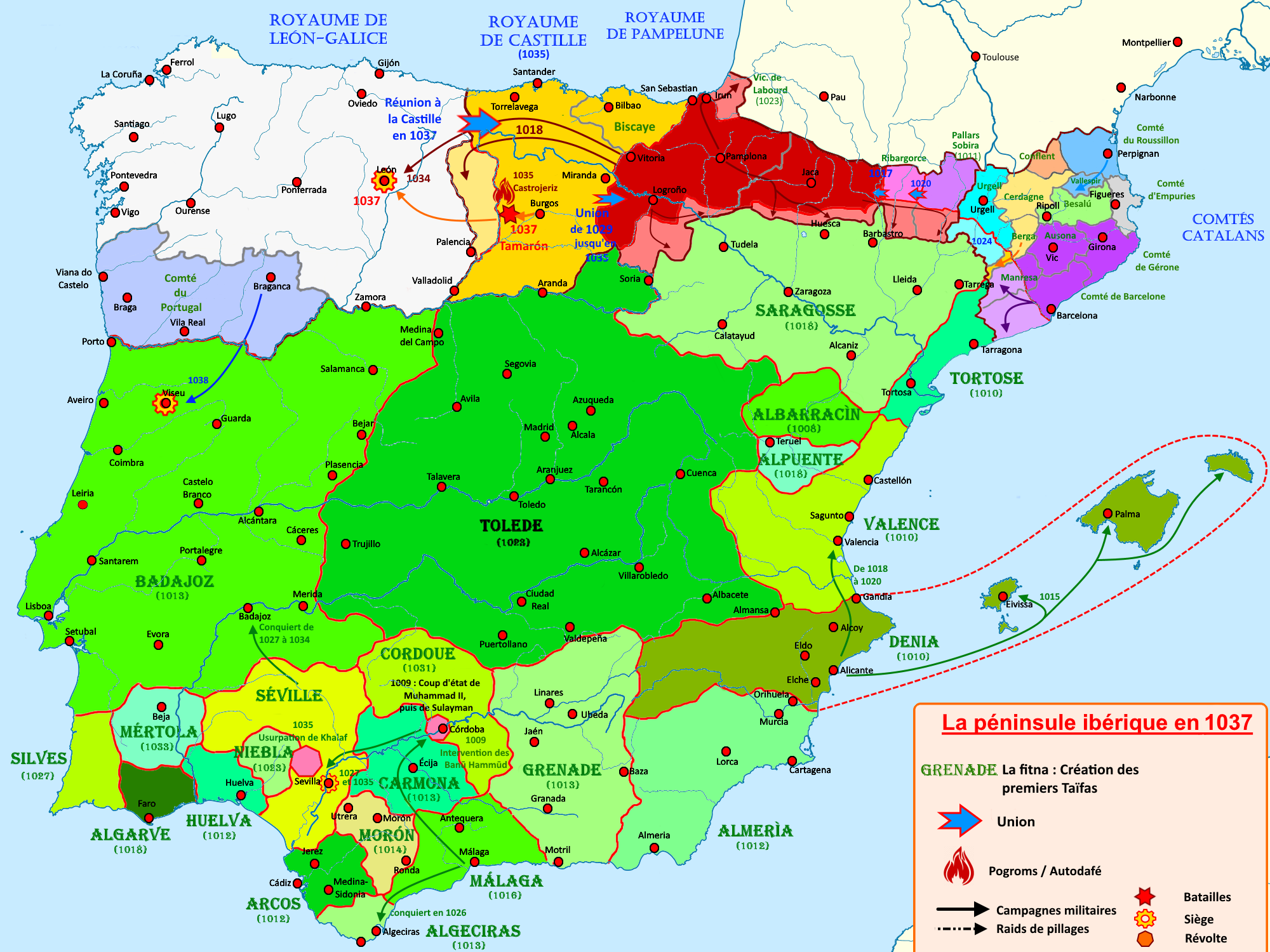
Le taïfa de Carmona, en 1037

La taifa de Carmona ou le royaume de Carmona était une taifa musulmane berbère indépendante apparue pendant deux périodes distinctes : d'une part, en 1013 en Al-Andalus à la suite de la désintégration du Califat de Cordoue à partir de 1008 et disparue en 1067 lorsqu'elle a été conquise par la Taïfa de Séville et plus tard, de 1143 à 1150 environ, date à laquelle elle a finalement été conquise par les Almohades. La taïfa a été créée et dirigée par la dynastie des Birzalides (Berzal).

## Histoire
En 1013, la famille berbère du Banu Birzal dirigée par Abdullah bin Ishaq fonda le Taifa de Carmona, dont la capitale était située dans la ville actuelle de Carmona, après avoir pris le pouvoir dans les régions de Carmona et d'Ecija, expulsant les souverains omeyyades et proclamant leur indépendance.
Carmona était considérée comme une taifa mineure, il a fini par être conquis et intégré dans la grande taifa de Séville ainsi que les autres mentionnés. En fait, ce taifa a toujours vécu dans l'ombre et la menace du taifa de Séville, ce qui a provoqué à la fois périodes de confrontation et de coalition: ainsi en 1027, Mohammed bin Abdullah attaqua le roi de Séville Abu al-Qasim pour soutenir les Hammudites, sans toutefois Seulement trois ans plus tard, en 1030, il le soutiendrait dans sa confrontation avec les Taifa de Badajoz.
Les changements de position devant la taifa de Séville ont eu lieu à nouveau sous le règne de Mohammed. En 1035, ce roi fut expulsé du pouvoir de Carmona par le roi hammudite du taifa de Malaga, mais il put retrouver le trône grâce à l'aide du émir sévillan Abu al-Qasim, qui sera vaincu par Mohammad en 1039. avec la collaboration avec le taifa de Grenade et le Taïfa d'Almeria.
Sous le règne d'Ishaq bin Mohammed, les affrontements avec Séville, dirigés par al-Mutadid, se poursuivirent lorsque le roi de Carmona vint au secours du Taifa de Badajoz. En 1067, sous le règne d'al-Aziz bin Mohammed, la taifa de Carmona fut absorbée par la taifa de Séville, bien qu'Al-Aziz essaya de conclure un accord avec Al-Mamun, roi des taïfa de Tolède, lui offrant son royaume de Carmona en échange du gouvernement d’un château dans les territoires de Tolède.

## Liste des émirs / rois

### Les Birzalides
- Abdullah: 1012 - 1023.
- Mohammed: 1023 - 1042.
- Ishaq: 1042 - 1052.
- al-Aziz: 1052 - 1066.
  - à Seville: 1066/7–1091
  - à Almoravides: 1091-c. 1143

### Les Darddusides
- Darddus: milieu du XIIe siècle
  - à Almohades: 1150–1248